# 荆養喬
荆養喬（?—?），山西平陽府蒲州临晋县軍籍，明朝政治人物。

## 生平
萬曆二十三年（1595年）乙未科進士。初授行人，爲尚書楊博所重，奉命册封肅藩。三十六年擢拜監察御史，巡按江南。宣城豪户梅振祚匿人妻，贿赂以买直，其夫诉之郡，坐诬諸生芮永缙等。荆养乔把梅生定罪，押在监狱。熊廷弼與湯賓尹交往密切，遂治罪永缙，養喬按寧國府，将梅振祚入罪，因與熊廷弼发生争执。養喬弹劾熊不斥梅振祚，反而杖杀發姦情的芮永缙，鬻狱专杀，谓永缙本與湯賓尹有隙，谓廷弼“杀人媚人”，請正刑書。未及勘察，養喬自行歸去。萬曆四十一年（1613年）都御史孫瑋劾其擅去非法。最後荆养乔被革职为民，熊廷弼亦回籍听勘，梅振祚案遂成疑狱。天启、崇禎中累召起復，皆不就，曰：“吾故知其入而不能出也。”時人又稱之“癡御史”。

## 家族
父荆州土，官至河南巡撫。有子荆尔植，崇禎元年進士。次子荆尔梃，邑諸生，兄弟與兵部主事成德相交，甲申之变，成德举家自缢殉國，尔梃赴宣圣庙，仰首長號，投儒冠于地，佯狂麯蘖间，湫底死。养喬弟成喬子荆祚永，崇禎進士，官至户科都给事中。